# Jaskinia Dująca
Jaskinia Dująca – jedna z większych jaskiń w Beskidzie Śląskim. Wejście do niej znajduje się na południowo-wschodnim zboczu Stołowa, w pobliżu szlaku łączącego Stołów z Trzema Kopcami, na wysokości 989 m n.p.m. Długość jaskini wynosi 498 metrów, a jej deniwelacja 17,5 metrów. 

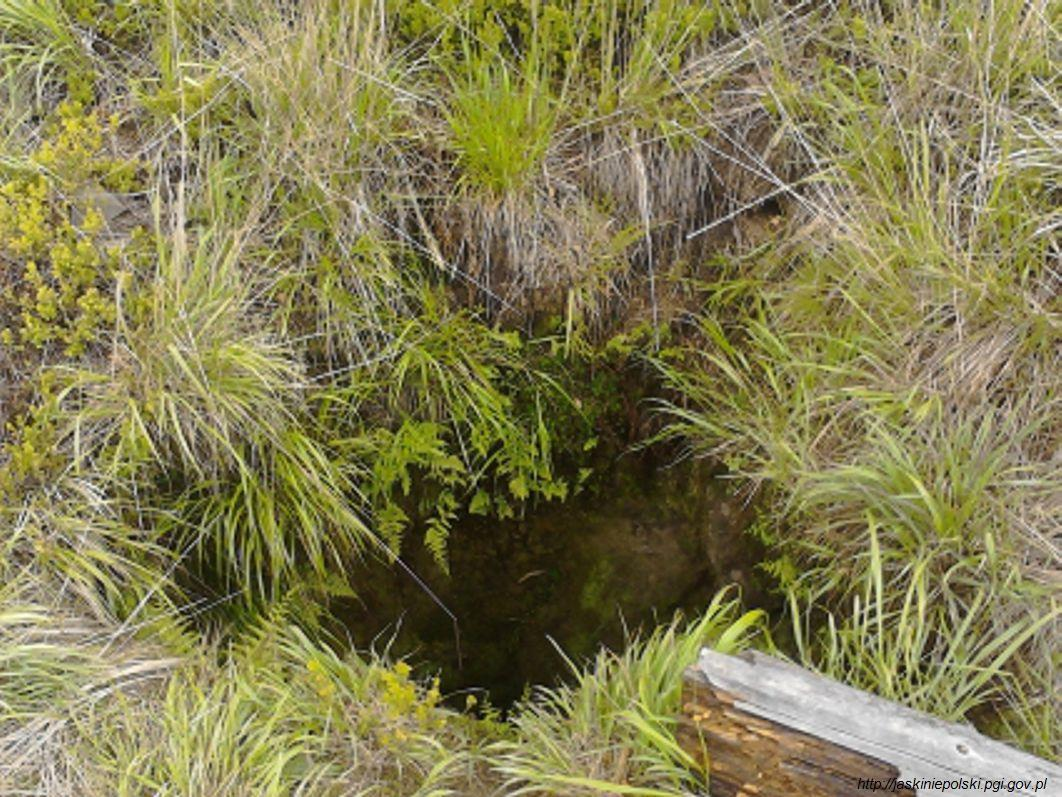
Otwór jaskini

## Opis jaskini
Jaskinia zaczyna się 4-metrową studzienką z której odchodzi krótki Korytarzyk Wejściowy. Dochodzi on do rozwidlenia:
- na północ korytarz prowadzi do salki Skalna Poręba. Jest tu 5-metrowa wąska Studnia Głębokie Gardło, a także zaczyna się kilka ciągów, m.in. kilkumetrowa Smukła Szczelina.
- na północny zachód idzie szczelinowy Korytarz z Kominkiem. Jest to główny ciąg jaskini. Prowadzi on do rozgałęzienia.

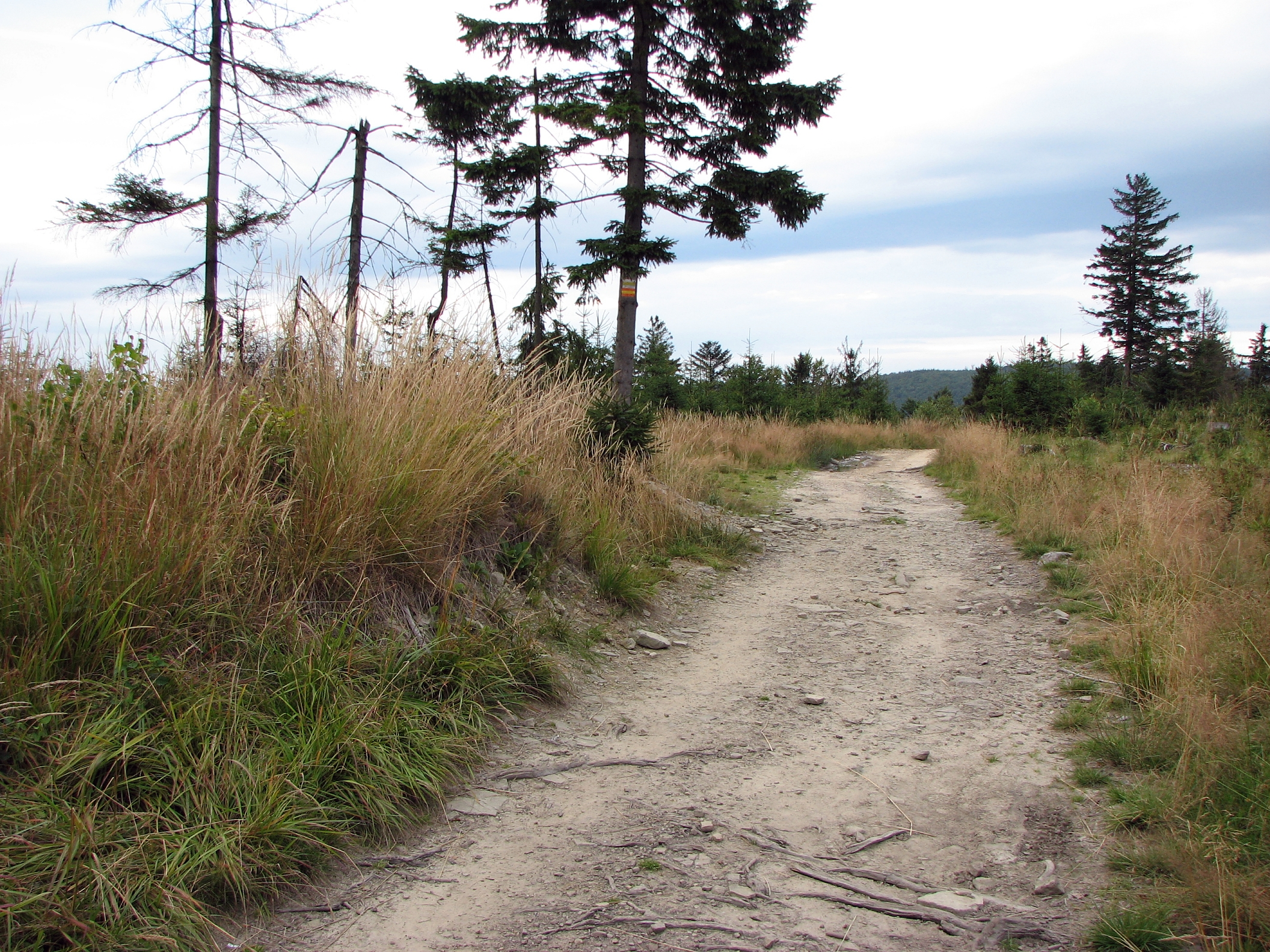
Szczyt Stołów

Na północ zaczyna się ciąg idący do Studni Głębokie Gardło, na południe za zaciskiem znajduje się szczelina nazwana Glizdą, natomiast główny ciąg prowadzi do sali Górna Strzaskana Izba. Stąd przez studzienkę dochodzi się do Dolnej Strzaskanej Izby, a następnie przez Balkon Guana Nietoperzowego do Wysokiej Izby. Odchodzi stąd kilka bocznych ciągów, m.in. do Mlecznego Zaułka. Na końcu Wielka Izba łączy się z biegnącą równolegle Litą Izbą. Tutaj zaczynają się dwa ciągi:
- korytarz Mamucia Sień. Rozgałęzia się on i prowadzi m.in. do niewielkich partii Lewe Piwnice i Prawe Piwnice, do równoległego korytarza Mamuci Strych i do korytarza Nietoperzowa Szczelina kończącego się salką
- na południe idzie korytarz dochodzący do rozgałęzienia Jackowe Dreszcze. Stąd ciągi prowadzą do: niewielkich Partii Pisorza, Łajdackiej Sieni, a także Grzybkowego Korytarza, który dochodzi do Mokrego Korytarza. Kończy się on szczeliną nie do przejścia[1][2].

## Przyroda
Jaskinia jest typu osuwiskowego. Ściany są wilgotne, brak jest na nich roślinności. Deszcz podziemny występuje w Mokrym Korytarzu.
W jaskini można spotkać małe stalaktyty, stalagnaty, a także nacieki grzybkowe. Zamieszkują ją nietoperze.

## Historia odkryć
Jaskinia została odkryta przez W. Kuczoka i M. Pawełczyka w 2004 roku. Jej opis i plan sporządzili R. Klimara i A. Wróbel w 2013 i 2014 roku.